# Malurus splendens
El maluro espléndido o ratona australiana franjeada (Malurus splendens) es una especie de ave paseriforme de la familia Maluridae propia de Australia. Es un pájaro de pequeño tamaño y larga cola que se encuentra por la mayor parte del continente australiano, desde el centro y oeste de Nueva Gales del Sur y el suroeste de Queensland a la costa occidental de Australia. Sus hábitats se encuentran principalmente en las regiones áridas y semiáridas. Presenta un gran dimorfismo sexual, el plumaje nupcial de los machos es predominantemente azul brillante con alguna franja negra, mientras que los machos en eclipse, las hembras y los juveniles son de color predominantemente pardo grisáceo.
Como las demás ratonas australianas, la ratona espléndida destaca por varias peculiaridades de su comportamiento: son aves socialmente monógamas y sexualmente promíscuas, en tanto que aunque formas parejas estables tanto el macho como la hembra se aparea con otros individuos e incluso los machos ayudan en la cría de tales apareamientos. Los machos además arrancan pétalos rosas o violetas y los exhiben ante las hembras como parte del cortejo.
El hábitat de la ratona franjeada va desde los bosques hasta los matorrales de zonas secas, generalmente con abundante vegetación donde cobijarse. Al contrario que su pariente oriental la ratona soberbia la ratona espléndida no se adapta bien a la ocupación humana del paisaje y ha desaparecido de las zonas que se urbanizan. Se alimentan principalmente de insectos y complementa su dieta con semillas.

## Taxonomía

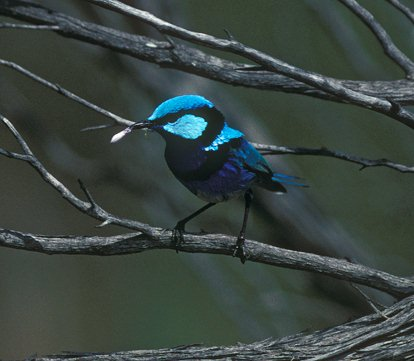
Macho de la subespecie musgravei, ratona turquesa, con un pétalo en el pico.

La ratona franjeada es una de las doce especies del género Malurus, comúnmente conocidas como ratonas, y que se encuentran en Australia y las tierras bajas de Nueva Guinea. Dentro del género está más próximamente emparentado con la ratona soberbia. Estas dos ratonas azules están relacionadas cercanamente con la ratona de corona morada de Australia noroccidental.
Los primeros especímenes fueron recolectados por King George Sound, y la ratona espléndida entonces fue descrita con el nombre de Saxicola splendens por los naturalistas franceses Jean René Constant Quoy y Joseph Paul Gaimard en 1830, tres años antes que John Gould le diera el nombre científico de Malurus pectoralis y el vernáculo de banded superb-warbler (curruca soberbia franjeada). Aunque luego el la situó dentro del género Malurus, el nombre específico de los anteriores autores prevaleció. El término específico proviene del latino «splendens», que significa brillante. Inicialmente fueron clasificadas dentro de la familia de los papamoscas del Viejo Mundo de la familia Muscicapidae por Richard Bowdler Sharpe, aunque posteriormente el mismo autor las situó en la familia Sylviidae, antes de ser colocadas en su propia familia, Maluridae, en 1975. Análisis posteriores de ADN han mostrado que la familia está relacionada con Meliphagidae y Pardalotidae formando una gran superfamilia de Meliphagoidea.

### Subespecies

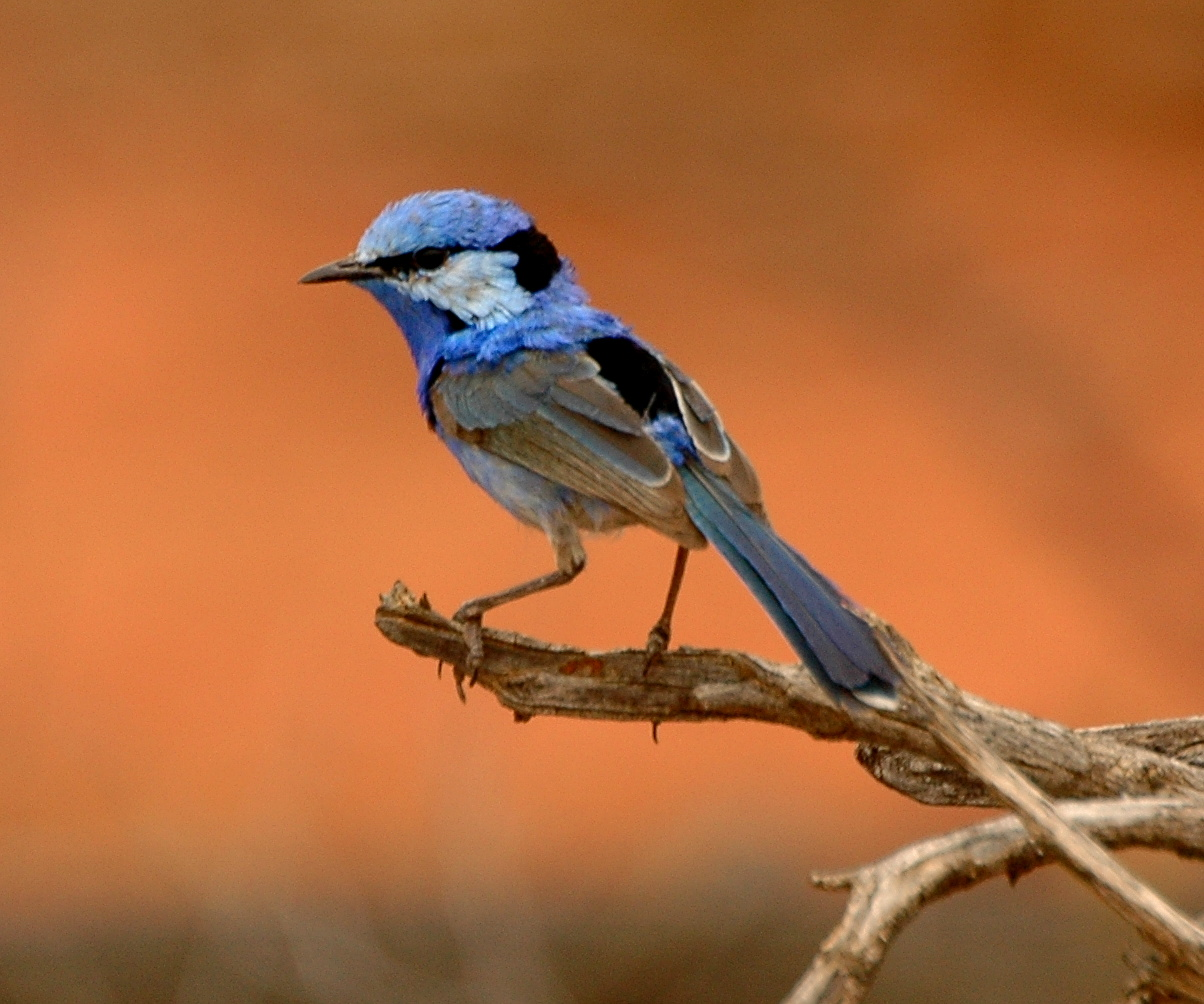
Macho, subespecie emmettorum,
del suroeste de Queensland.

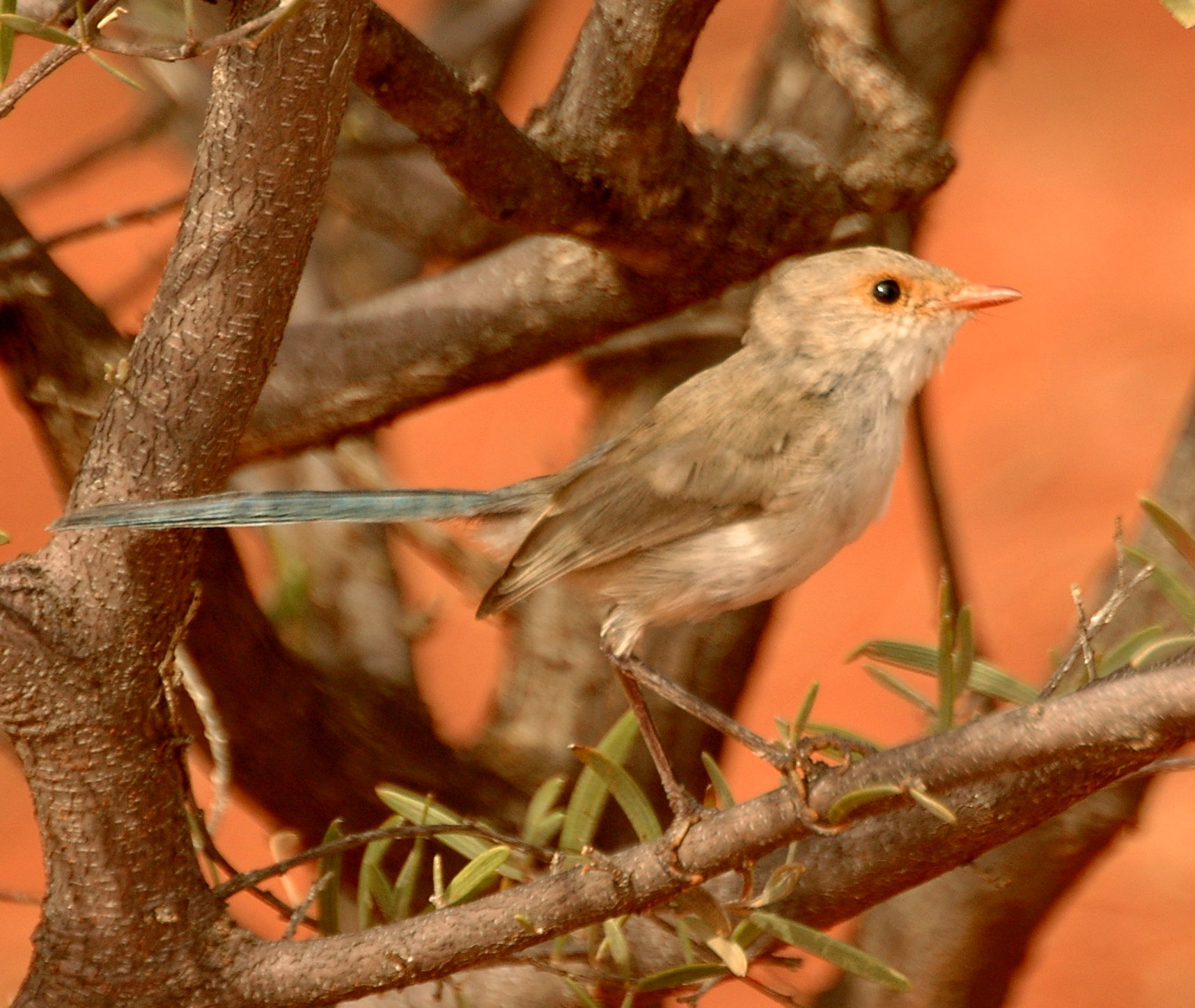
Hembra, subespecie emmettorum
del suroeste de Queensland.

Actualmente se reconocen cuatro subespecies: M. s. splendens en Australia occidental, M. s. musgravei en Australia central (anteriormente conocida por M. s. callainus), M. s. melanotus en el interior de Australia oriental y M. s. emmottorum en el suroeste de Queensland. Inicialmente las tres primeras formas fueron descritas como especies separadas ya que se encontraron en zonas muy distantes, a medida que el interior se fue explorando se descubrió que se hibridaban en las zonas donde sus vastas áreas de distribución se solapaban, por lo que en 1975 las primeras tres formas fueron reclasificadas como una sola especie como subespecies de Malurus splendens.
- M. s. splendens, conocida como ratona espléndida o franjeada, se encuentra en la mayoría del sur y centro de Australia occidental. Esta es la forma original que describieron Quoy y Gaimard en 1830.
- M. s. melanotus, conocida como ratona de espalda negra, fue descrita por John Gould en 1841 como una especie aparte.[18] Se encuentra en las zonas de eucaliptos del sur de Australia (área de Sedan y noreste de Adelaida) por Victoria occidental, el oeste de Nueva Gales del sur y el sur de Queensland occidental. Se diferencia de la forma nominal en que tiene la espalda negra y la panza más blanca y blanquecina.
- M. s. musgravei fue descrita por el ornitólogo aficionado Gregory Mathews en 1922 como una especie separada de la depresión del lago Eyre en Australia central.[19] Se encuentra en las zonas arboladas de Acacia aneura y Eucalyptus de Australia Meridional y el sur del Territorio del Norte. Tiene un azún más claro o tono turquesa en las partes superiores que la forma splendens, además del trasero negros. Ha sido conocida como M. callainus o ratona turquesa al haber sido recolectada por el ornitólogo White y nombrada por John Gould in 1867. La espécimen original denominado callainus resultó ser un híbrido entre las formas hoy conocidas como musgravei y melanotus, por lo que el nombre musgravei se volvió a utilizar para nombrar a la ratona turquesa.[17]
- M. s. emmottorum fue encontrada en Queensland suroccidental y Schodde y Mason le dieron el estatus de subespecie en 1999.[17] Recibió el nombre en honor de Angus Emmott, un granjero y biólogo aficionado de Queensland occidental.[20]

### Historia evolutiva
En su monográfico de 1982 el ornitólogo Richard Schodde propuso que el origen del ancestro común entre la ratona soberbia y la ratona espléndida estaba en el sur. En algún momento del pasado se separaron en poblaciones una suroccidental (la espléndida) y una suroriental (la soberbia) y el aislamiento originó que terminaras separándose en dos especies. En el suroeste las condiciones eran más secas que en el sureste, y cuando las condiciones se hicieron más favorables la forma espléndida se extendió hacia las zonas del interior. Así esta se separó en al menos tres zonas que posteriormente se aislaron en el siguiente periodo glaciar que hizo el clima más seco hasta el periodo actual más favorable que volvieron a expandir sus enclaves e hibridarse en las zonas donde se solapaban. Lo que sugiere que la última separación fue bastante reciente y no hubo tiempo suficiente para que las formas se especiaran. Esta hipótesis está pendiente de ser confirmada con estudios de ADN.

## Descripción

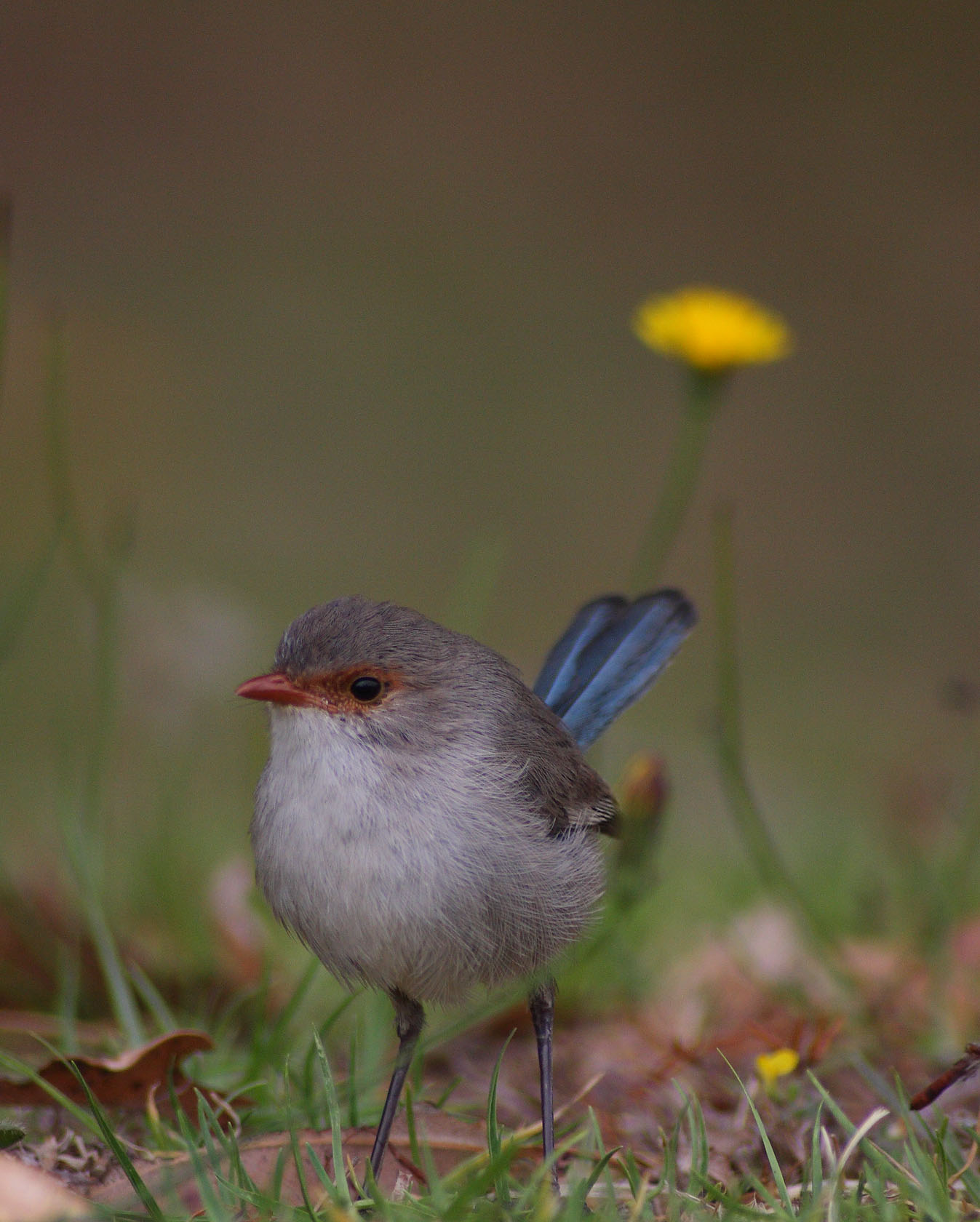
Hembra con el pico castaño y la cola azulada.

La ratona espléndida es un ave pequeña de cola larga, alrededor de 14 cm. Tienen un alto grado de dimorfismo sexual, los machos presentan un distintivo plumaje reproductivo con la parte superior de la cabeza y las cubiertas auriculares azul brillante, la garganta violeta y un más intenso en las alas, pecho y cola, con la lista ocular y la banda alrededor del cuello y pecho negras, como el pico. Los machos en eclipse son pardos con alas y cola azuladas. Las hembras se parecen a los machos en eclipse pero con el pico y el lorum castaños. Los machos inmaduros mudan su plumaje consiguiendo su primer plumaje nupcial tras su primer año y les necesitan dos o tres más para desarrollarlo totalmente. Ambos sexos mudan en otoño tras la estación de cría, cuando los machos adoptan su plumaje de eclipse. Mudan otra vez a su plumaje nupcial en invierno o primavera. Algunos machos adultos mantienen su plumaje azul todo el año, mudando directamente de un plumaje nupcial al de la siguiente estación. El plumaje azul de los machos es iridiscente, principalmente el de las plumas cobertoras auriculares, debido a las zonas planas y rizadas de la superficie de sus barbulas. El plumaje azul además refleja la luz ultravioleta, y puede que sea más destacado que en otras ratonas, ya que su visión se extiende a esta parte del espectro.
Su llamada se ha descrito como un canto efusivo; que es más fuerte y áspero que el de otras ratonas y varía de individuo en individuo. Un simple «trrt» les sirve para que el grupo se mantenga en contacto mientras están buscando comida, y la llamada de alarma es un «tsit». Los cucos y otros intrusos suelen ser recibidos con una postura de amenaza y sonidos chirriantes. Las hembras emiten una especie de ronroneo mientras empollan.

## Distribución y hábitat
La ratona espléndida está ampliamente distribuida en las zonas áridas y semiáridas de Australia. Su hábitat típico es seco y arbustivo; matorrales del género Eucalyptus en las áreas más secas y bosques en el suroeste. La subespecie occidental splendens y la oriental de espalda negra, subespecie melanotus, son sedentarias, pero la ratona turquesa (subespecie musgravei) parece ser parcialmente nómada. Al contrario que Malurus cyaneus, la ratona espléndida no se adapta bien a la ocupación humana y ha desaparecido de las áreas que han sido urbanizadas. Las plantaciones mixtas de pinos (Pinus spp.) y eucaliptos tampoco son aptas para ellas ya que no aparecen en ellas.

## Comportamiento

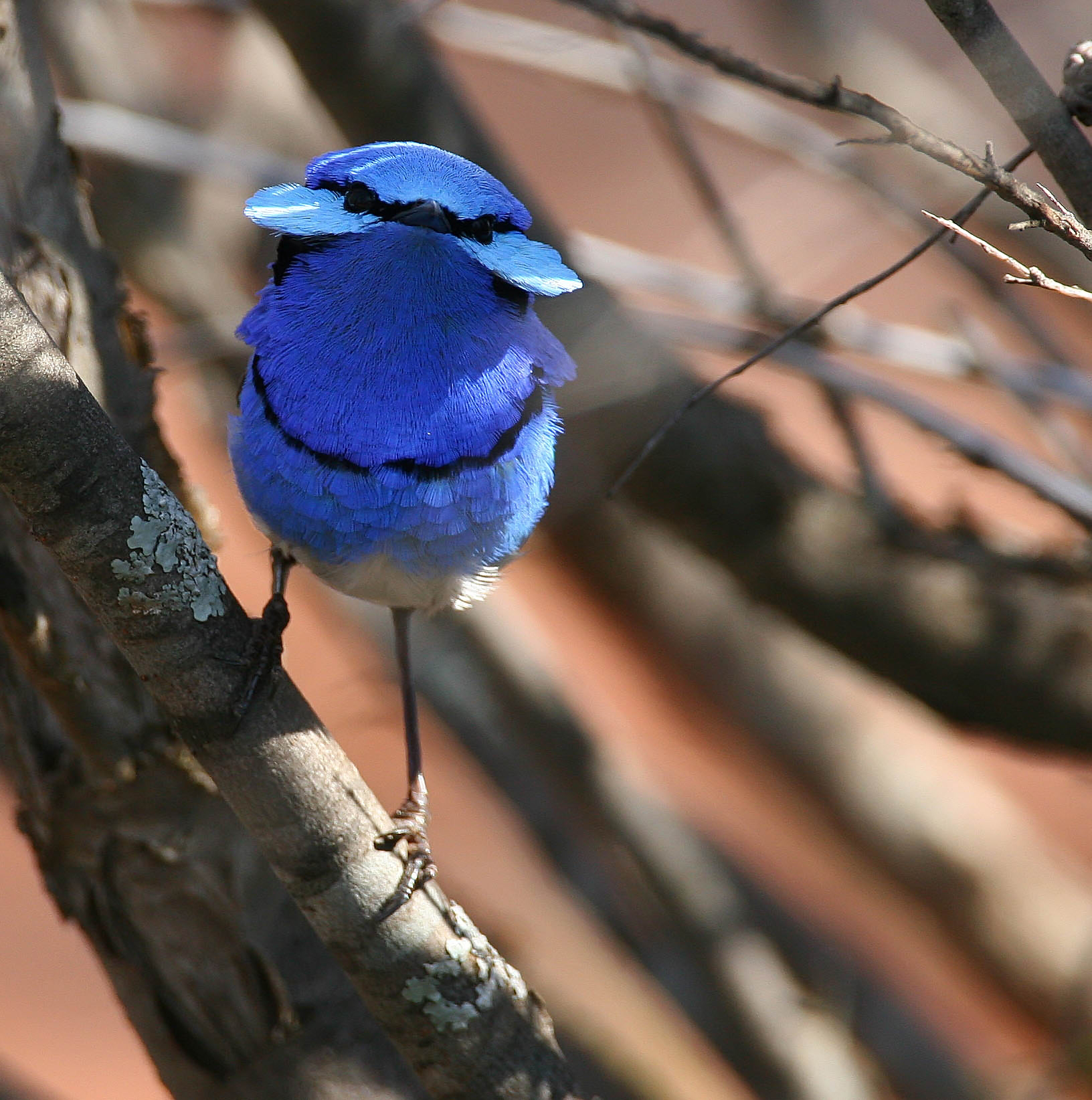
Macho de la subespecie melanotus desplegando su abanico facial.

Como las demás ratonas las ratonas franjeadas se alimentan de forma activa y sin descanso, principalmente en el suelo en zonas abiertas junto a refugios, pero también entre la vegetación baja. En su desplazamiento se alternan los saltitos ágiles y revoloteos, se equilibra con la ayuda de su proporconalmente larga cola, que mantienen normalmente alzada y rara vez quieta. Las alas cortas y redondeadas le proporcionan de un buen impulso inicial y les sirven para vuelos cortos aunque no para los largos, aunque las ratonas espléndidas vuelan mejor que la mayoría de las otras ratonas. Durante la primavera y el verano las aves están activas a intervalos durante el día y simultanean su tiempo de alimentación con cantos. En esta época los insectos son abundantes y fáciles de atrapar lo que les permite descansar entre incursiones. Y durante las horas más calurosas del día el grupo se refugia y las aves descansan juntas. En invierno encontrar comida es más difícil y dedican a esta tarea todo el día.
Los grupos son de dos a ocho miembros y permanecen en su territorio todo el año. Los territorios tienen una media de 4.4 ha en las zonas de arbustivas, este tamaño decrece a medida que la vegetación se hace más densa y se incrementa con el número de machos que haya en el grupo. El grupo consta de una pareja socialmente monógama con uno o más ayudantes, tanto machos como hembras, que son crías del grupo de años anteriores, aunque no necesariamente hijos de la pareja principal del momento. Las ratonas espléndidas son promiscuas, los dos miembros de la pareja se aparean con otros individuos e incluso ayudan en la cría producida en tales apareamientos. Más de una tercera parte de los pollos son el resultado de estos apareamientos «extramatrimoniales». Los ayudantes colaboran en la defensa del territorio y en la alimentación y cuidado de los pollos. Las aves del grupo se posan unas junto a otras entre la densa cubierta vegetal y también se dedican al acicalado mutuo.
Los principales predadores de nidos son las urracas australianas (Gymnorhina tibicen), pájaros matarife (Cracticus spp.), cucaburra riente (Dacelo novaeguineae), currawongs (Strepera spp.), cuervos (Corvus spp.), charlatanes verdugo (Colluricincla spp.) además de mamíferos introducidos en Australia como los zorros (Vulpes vulpes), gatos y ratas negras (Rattus rattus). Como las demás especies de ratonas, la espléndida pueden hacer la exhibición conocida como carrera de roedor para distraer a los depredadores que se acercan al nido. En este comportamiento bajan la cabeza y la cola, despliegan las alas erizando las plumas y empiezan a correr rápidamente cambiando de dirección y dando continuas llamadas de alarma. A este comportamiento deben la denominación de ratonas.

### Cortejo

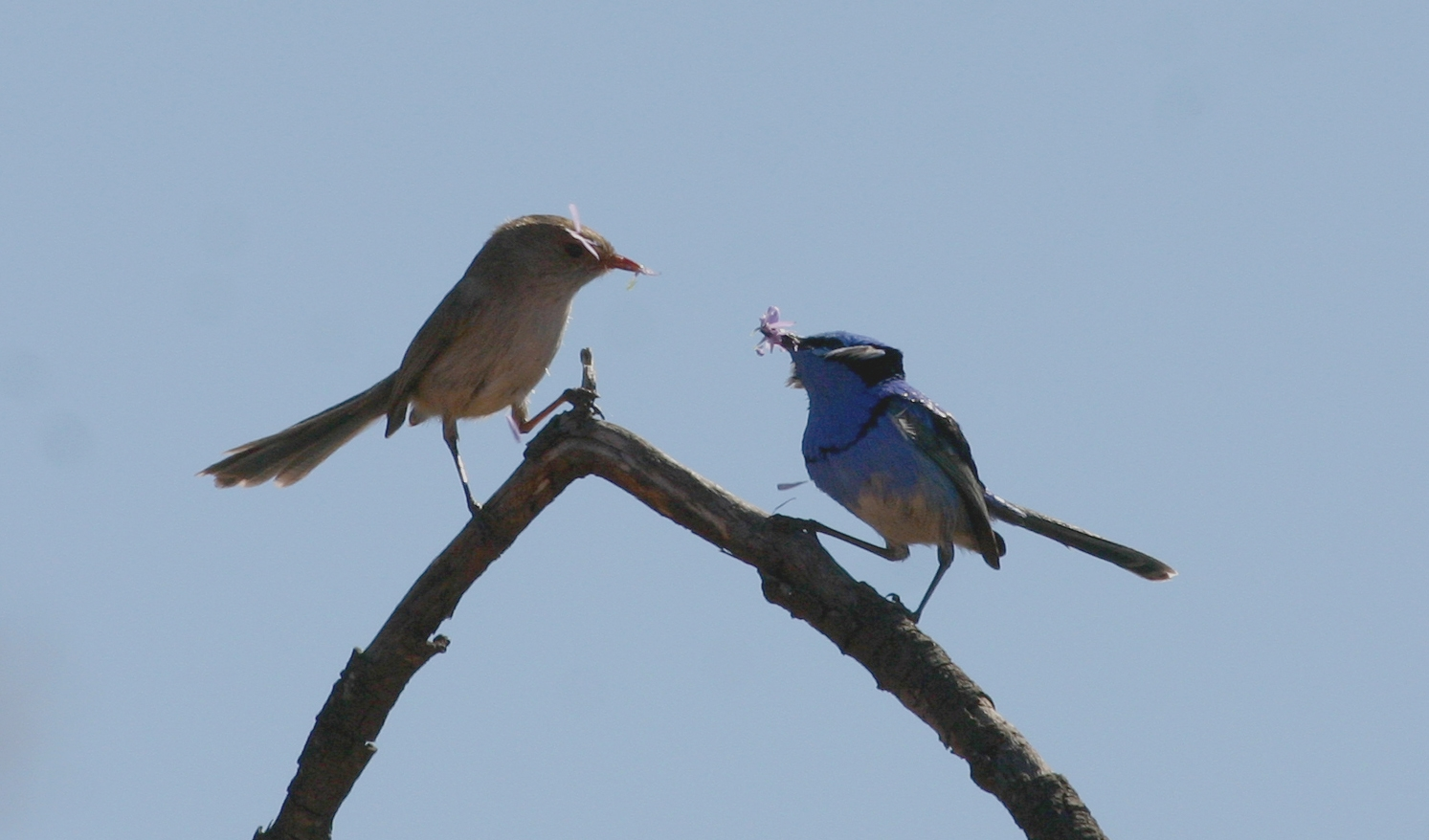
Pareja, subsp. melanotus, con el macho exhibiendo pétalos frente a la hembra durante el cortejo.

Se han observado y registrado varias exhibiciones de cortejo distintas en los machos de ratona espléndida: como el «vuelo de caballito de mar» denominados así por la similitud de los movimientos con los que realizan los caballitos de mar; con vuelos exageradamente ondulados que realiza el macho con su cuello extendido y las plumas de la cabeza erizadas, vuela e inclinando su cuerpo de la horizontal a la vertical y agita rápidamente las alas para poder descender lentamente y salta hacia arriba cuando aterriza. Además pueden desplegar su abanico facial en comportamientos que pueden ser exhibiciones sexuales o agresivos en otros contextos. Lo que realizan levantando las plumas cobertoras auriculares.
Otra costumbre interesante de los machos de las especies de las ratonas durante la estación de cría es la de arrancar pétalos de flores, en el caso de las ratonas espléndidas son pétalos rosas o violáceos que contrastan con su plumaje, y los exhiben ante las hembras. Los pétalos forman parte frecuentemente del cortejo y son presentados ante las hembras tanto en el propio territorio del macho como en los de los otros. Fuera de la estación de cría los machos algunas veces continúan exhibiendo pétalos a las hembras de otros territorios, presumiblemente para promocionarse ante ellas. Destaca que las ratonas australianas sean socialmente monógamas y promiscuas sexualmente, las parejas se unen de por vida, pero frecuentemente copulan con otros individuos, con lo que parte de los pollos del grupo son engendrados por machos del exterior. Con frecuencia los pollos no son criados solo por la pareja, sino que son ayudados por los otros macho que se han apareado con la hembra. Por ello la entrega de pétalos puede ser un comportamiento que estreche los lazos de la pareja. Traer pétalos también puede ser una forma que los machos extra usen para ganarse el apareamiento con la hembra. En cualquier caso los datos no vinculan estrechamente la muestra de pétalos con que la cópula se produzca pronto.

### Cría
La cría se produce desde finales de agosto hasta enero, aunque una época de lluvia abundante en agosto puede retrasarla. El nido es construido por la hembra, es redondeado y estructura abovedada entretejido con hierbas poco apretadas y telas de araña, y con una entrada en un lado. Lo sitúan cerca del suelo y bien escondido entre arbustos con espinas, de especies como la Acacia pulchella o especies de Hakea. Pueden criar una o dos nidadas durante una estación de cría. Cada puesta consta de dos a cuatro huevos blancos con motas pardo rojizas, que miden 12 x 16 mm. La incubación dura unas dos semanas. Los huevos son incubados solo por la hembra, durante unos 14 o 15 días. Tras la eclosión los pollos son alimentados y limpiados sus sacos fecales por todos los miembros del grupo durante 10–13 días en el nido, el tiempo que tardan en emplumar. Las aves jóvenes permanecen en el grupo familiar como ayudantes al menos un año antes de trasladarse a otro grupo, generalmente uno vecino, o asumir la posición dominante de su grupo original. En el papel de ayudantes alimentan y cuidan de las siguientes nidadas.
Las ratonas espléndidas son comúnmente acosadas por un parásito de puesta como el cuco de Horsfield (Chalcites basalis), y también hay registros de parasitación del cuco broncíneo reluciente (Chalcites lucidus).